# Cykl peryglacjalny
Cykl peryglacjalny – cykl geomorfologiczny przebiegający w warunkach zimnego klimatu poza lodowcami lub lądolodami.

## Charakterystyka
Głównym procesem rzeźbotwórczym jest tu spełzanie zwietrzeliny (soliflukcja) po zamarzniętym podłożu pod wpływem jej powierzchniowego odmarzania oraz działalność  wód roztopowych. Formy wytworzone w cyklu peryglacjalnym określa się jako formy peryglacjalne. Okres, w którym  przebiega cykl peryglacjalny używa się błędnie w znaczeniu krajobrazu z zachowanymi niektórymi cechami rzeźby peryglacjalnej. Powinno się go stosować wyłącznie do terenu, w którym aktualnie rozwijają się procesy peryglacjalne, czego warunkiem jest sąsiedztwo lodowca, skąpa i przeważnie tundrowa roślinność, a przede wszystkim zimny klimat.